# Missions
Missions (letteralmente: Missioni) è una serie televisiva francese di fantascienza prodotta dal 2017 e trasmessa in prima visione in Italia a ottobre 2019 da Rai 4.

## Trama

### Stagione 1
La prima missione spaziale abitata verso Marte, Ulysse 1, è una missione europea finanziata dall'Agenzia spaziale europea (ASE) e da William Meyer, un miliardario filantropo svizzero.
La prima missione con equipaggio su Marte, finanziata da un filantropo miliardario e dall'ESA, si sta avvicinando al pianeta rosso dopo 10 mesi di viaggio. A bordo, scienziati e astronauti di alto livello ed una giovane strizzacervelli, responsabile della supervisione dell'incolumità mentale di questa storica missione. Ma, a poche ore dal varo della procedura di atterraggio più attesa di tutti i tempi, un'altra missione, portata avanti insieme da una gigantesca multinazionale di informatica e dalla NASA, e dotata di una nave più moderna e veloce alimentata al plasma, li superò, prima di perdere il contatto. Chi pensava che sarebbe stato il primo a camminare su Marte diventa quindi, suo malgrado, una missione di salvataggio per i suoi concorrenti...
| nº | Titolo originale | Titolo italiano | Replica TV Italia |
| -- | ---------------- | --------------- | ----------------- |
| 1  | Ulysse           | Ulisse          | 20 marzo 2021     |
| 2  | Mars             | Marte           | 20 marzo 2021     |
| 3  | Survivant        | Sopravvissuto   | 20 marzo 2021     |
| 4  | Pierre           | Pietra          | 20 marzo 2021     |
| 5  | Alliance         | Alleanza        | 21 marzo 2021     |
| 6  | Irène            | Irene           | 21 marzo 2021     |
| 7  | Faute            | Errore          | 21 marzo 2021     |
| 8  | Phénix           | Fenice          | 21 marzo 2021     |
| 9  | Volodia          | Volodia         | 27 marzo 2021     |
| 10 | Orage            | Tempesta        | 27 marzo 2021     |

### Stagione 2
Sono trascorsi cinque anni dal ritorno dell'equipaggio di Ulisse sulla Terra. I ricordi e i traumi del primo viaggio su Marte perseguitano ancora ogni sopravvissuto della missione. Ma una visione di Jeanne condivisa da ognuno di loro cambierà tutto. D'ora in poi, sono sicuri: è viva, da qualche parte. Sotto l'egida di William Meyer e nella massima segretezza, una nuova missione per il Pianeta Rosso viene lanciata per trovarla. Ma il miliardario non ha rivelato tutti i suoi segreti al suo equipaggio.
| nº | Titolo originale | Titolo italiano                | Replica TV Italia |
| -- | ---------------- | ------------------------------ | ----------------- |
| 1  | Aube             | Alba                           | 27 marzo 2021     |
| 2  | Retours          | Ritorni                        | 27 marzo 2021     |
| 3  | Évolution        | Evoluzione                     | 28 marzo 2021     |
| 4  | Passage          | Passaggio                      | 28 marzo 2021     |
| 5  | Réplique         | Replica                        | 28 marzo 2021     |
| 6  | Alice            | Alice                          | 28 marzo 2021     |
| 7  | Furie            | Furia                          | 3 aprile 2021     |
| 8  | Autres           | Altri                          | 3 aprile 2021     |
| 9  | Architectes      | Architetti                     | 3 aprile 2021     |
| 10 | Singularité      | Singolarità - Battaglia Finale | 3 aprile 2021     |

### Stagione 3
Sam Becker ha lasciato Marte, lasciando Jeanne Renoir e l'equipaggio al loro destino. Ma il suo ritorno è più difficile di quanto immaginasse. Sulla Terra, nessuno lo sta aspettando. Capisce di essere tornato in un mondo diverso. Un mondo in cui nessuno è mai stato su Marte. Coloro che ora lo tengono prigioniero si interrogano sulla sua vera identità. Solo una persona, Peter Kaminski, finisce per credere alla sua storia e va alla ricerca dei membri della missione descritta da Sam. Quindi inizia un'indagine attorno a una domanda ossessionante: chi ha modificato il Tempo e perché?
Nota: attualmente la terza stagione, composta da soli cinque episodi, è ancora inedita in Italia.